# Brejo dos Santos
Brejo dos Santos este un oraș în Paraíba (PB), Brazilia.